# كيم دافنبورت
كيم دافنبورت (بالإنجليزية: Kim Davenport)‏ هو لاعب بلياردو أمريكي ‏ أمريكي، ولد في 15 نوفمبر 1955.